# یان هرباتی
یان هرباتی (چکی: Jan Hrbatý؛ ۲۰ ژانویهٔ ۱۹۴۲ – ۲۳ ژوئیهٔ ۲۰۱۹) بازیکن هاکی روی یخ اهل چکسلواکی بود.